# I elfte timmen (musikalbum)
I elfte timmen är ett album av Cornelis Vreeswijk inspelat i oktober 1986 och utgivet samma år på både LP- och cd-skiva. Skivan var en satsning för att försöka hitta en yngre publik åt Vreeswijk. Tillsammans med den yngre generationens musiker spelade Vreeswijk in några av sina gamla visor i modern tappning lutade åt rockhållet.

## Låtlista
Alla sångerna är skrivna av Cornelis Vreeswijk om inte annat anges.

### Sida A
1. Somliga går i trasiga skor – 4:07
2. Ångbåtsblus – 3:22
3. Telegram från en bombad by – 2:32
4. Tjena assistenten – 4:07
5. Balladen om Fredrik Åkare och den söta fröken Cecilia Lind (trad/Cornelis Vreeswijk) – 3:26
6. Fåglar (Björn J:son Lindh/Cornelis Vreeswijk) – 4:07

### Sida B
1. Jag hade en gång en båt (trad/Cornelis Vreeswijk) – 4:02
2. Skyddsrumsboogie – 2:53
3. Rörande vindriktning – 3:48
4. Salig Lasse liten – 4:09
5. Dikt till en gammal dambekant – 2:19
6. Felicia – adjö – 3:14

## Låtarnas ursprung
- Spår 1 sida A: Originaltitel: Somliga går med trasiga skor, Tio vackra visor och Personliga Person.
- Spår 2 sida A: Grimascher och telegram.
- Spår 3 sida A: Originaltitel: Telegram för en bombad by, Grimascher och telegram.
- Spår 4 sida A: Originaltitel: Polaren Per hos det sociala, Getinghonung.
- Spår 5 sida A: Originaltitel: Balladen om Herr Fredrik Åkare och den söta Fröken Cecilia Lind, Grimascher och telegram.
- Spår 6 sida A: Poem, ballader och lite blues.

- Spår 1 sida B: Grimascher och telegram.
- Spår 2 sida B: Mannen som älskade träd.
- Spår 3 sida B: ?
- Spår 4 sida B: Originaltitel: Lasse Liten blues, Ballader och grimascher.
- Spår 5 sida B: Originaltitel: Gideon till Plautus, Felicias svenska suite.
- Spår 6 sida B: Tio vackra visor och Personliga Person.

## Medverkande musiker
- Per Alm – gitarr
- Håkan Lundqvist – keyboard
- Jörgen Bornemark – keyboard
- Lasse Risberg – bas
- Peter Fältskog – trummor